# Zhou Lüxin
Zhou Lüxin (chiń. 周吕鑫; pinyin Zhōu Lǚxīn ur. 31 lipca 1988) – chiński skoczek do wody. Srebrny medalista olimpijski z Pekinu.
Zawody w 2008 były jego jedynymi igrzyskami olimpijskimi. Po medal sięgnął w skokach z dziesięciometrowej wieży, wyprzedził go Australijczyk Matthew Mitcham. W tej konkurencji był dwukrotnym medalistą mistrzostw świata: srebrnym w 2007 i brązowym w 2009. Był dwukrotnym medalistą igrzysk azjatyckich w 2010 - złotym w skokach z wieży synchronicznie i srebrnym indywidualnie.